# Cariñena (Weinbaugebiet)

Lokalisation der Herkunftsbezeichnung "Cariñena" in der Provinz Saragossa in der Region Aragón.

Die 4 Herkunftsbezeichnungen von Aragón.

Cariñena bezeichnet u. a. eines der ältesten Weinbaugebiete Spaniens, das 1960 die zweite Ursprungsbezeichnung mit der D.O.-Klassifikation Spaniens erhielt.
Hauptort ist die Stadt Cariñena mit der Rotweinsorte Cariñena. Die Gegend um Cariñena ist eines der ältesten Weinbaugebiete Spaniens.

## Geschichte
Die Tradition des Weinbaugebietes in der Weinproduktion stammt aus dem Phönizischen und der Zeit des Römischen Reiches. Cariñena bekam seinen Namen von der römischen Siedlung Carae im Jahr 50 v. Chr., die der Vielfalt der Weine aus Cariñena seinen Namen gab und auch in dieser Region heimisch ist. Cariñena-Weine aus der Provinz Saragossa wurden seit der Antike beurkundet; somit wurde Aragón schon früh ein Land großer Weine. Die Produktionsfläche wurde 1933 gegründet und beträgt 16.600 Hektaren. Es gibt ca. 60 Bodegas, die 72,6 Mio. Liter Wein jährlich produzieren.

## Klima
Cariñena liegt im etwas kargen, aber charmanten Nordosten des Landes, in der Gegend um Aragón. Das Klima ist von trockenen, heißen Sommern und kalten Wintern mit geringem Niederschlag geprägt. Es gedeihen in dieser Region fruchtige und elegante Rotweine.
Im Weinbaugebiet Cariñena werden folgende Rebsorten bewirtschaftet:
- Rotweinsorten

- - Garnacha Tinta,
  - Tempranillo,
  - Mazuela,
  - Moristel (Rebsorte),
  - Syrah,
  - Merlot,
  - Cabernet Sauvignon.

- Weissweinsorten

- - Macabeo,
  - Garnacha Blanca,
  - Moscatel,
  - Chardonnay,
  - Parellada.